# Carouxella scalaris
Carouxella scalaris är en svampart som beskrevs av Manier, Rioux & Whisler ex Manier, Rioux & Whisler 1965. Carouxella scalaris ingår i släktet Carouxella och familjen Harpellaceae.   Inga underarter finns listade i Catalogue of Life.